# Michael McGlynn
Michael McGlynn (La Canea, 1º febbraio 2000) è un nuotatore sudafricano, specializzato nel nuoto di fondo.

## Biografia
Ha rappresentato il Sudafrica ai Giochi olimpici estivi di Tokyo 2020 classificandosi 8º nella 10 km maschile.